# Језеро Абердин (Нунавут)
Језеро Абердин (Нунавут) је велико језеро неправилног облика у региону Кивалик, Нунавут, Канада. Налази се на Канадском штиту. Језеро мери скоро 90 km (56 mi)  у правцу исток-запад са полуострвом у центру које раздваја језеро на скоро две половине које се протежу скоро 30 km (19 mi) север-југ. Резерват за животиње Телон је на западу од језера.
Река Телон је примарни доток и одлив у и из језера. У близини су језеро Беверли и језеро Шулц.